# Yap-szigeti császárlégykapó
A Yap-szigeti császárlégykapó (Monarcha godeffroyi) a madarak osztályának verébalakúak rendjébe, és a császárlégykapó-félék családjába tartozó faj.

## Rendszerezése
A fajt Gustav Hartlaub német ornitológus írta le 1868-ben. Sorolják a Metabolus nembe Metabolus godeffroyi néven is.

## Előfordulása
A Csendes-óceánon található, Mikronéziai Szövetségi Államokhoz tartozó Yap szigetén honos. Természetes élőhelyei a szubtrópusi vagy trópusi síkvidéki esőerdők, mangroveerdők és cserjések. Állandó, nem vonuló faj.

## Megjelenése
Testhossza 15 centiméter.

## Természetvédelmi helyzete
Az elterjedési területe egyetlen kis sziget, egyedszáma 27000 példány alatti és stabil. A Természetvédelmi Világszövetség Vörös listáján mérsékelten fenyegetett fajként szerepel.